# Cộng hòa Xô viết Biển Đen
Cộng hòa Xô viết Biển Đen là một phần của nước Nga Xô viết. Lãnh thổ bao gồm vùng Phủ Biển Đen của Đế quốc Nga. Nó đã được sáp nhập vào Cộng hòa Xô viết Kuban-Biển Đen.